# Кашин, Владимир Иванович
Влади́мир Ива́нович Ка́шин (род. 10 августа 1948, село Назарьево, Рязанская область) — российский политический деятель. Председатель комитета Государственной Думы по аграрным вопросам (с 2016). Член фракции КПРФ.
Депутат Государственной Думы IV, V, VI, VII и VIII созывов.
Учёный-растениевод, академик РАН (2013), РАСХН (1997), депутат Государственной Думы, заместитель председателя ЦК КПРФ. Доктор сельскохозяйственных наук, профессор. В 1991—2003 — директор Всероссийского селекционно-технологического института садоводства и питомниководства. Член Политбюро и секретарь ЦК КП РСФСР (1991—2003).
Лауреат Премии Правительства России в области науки и техники и премии Совета министров СССР. Заслуженный деятель науки и заслуженный работник сельского хозяйства Российской Федерации.
Из-за вторжения России на Украину, находится под международными санкциями Евросоюза, США, Великобритании и ряда других стран

## Биография
Окончил Рязанский сельскохозяйственный институт (1971).
Возглавлял отдел лугов и пастбищ Дединовской опытной станции, в 1979 году защитил кандидатскую диссертацию «Приемы повышения продуктивности пойменных пастбищ и сенокосов в нечернозёмном центре». С 1980 года был директором Московской селекционной станции (село Узуново).
В 1985—1991 годах — первый секретарь Серебряно-Прудского райкома КПСС. Избирался депутатом Московского областного Совета народных депутатов.
С 7 сентября 1990 до 14 февраля 1993 года член Политбюро и секретарь ЦК КП РСФСР.
В 1991 году занял пост директора Научно-исследовательского зонального института садоводства Нечернозёмной полосы (НИЗИСНП; 8 декабря 1992 года переименован во Всероссийский селекционно-технологический институт садоводства и питомниководства, ВСТИСП). Оставил этот пост после избрания в 2003 депутатом Государственной Думы РФ.
Его деятельность во главе ВСТИСП содействовала превращению этого института в важнейший научный центр по садоводству федерального значения. Под руководством В. И. Кашина во ВСТИСП создано более 80 новых сортов плодовых и ягодных культур, разработано 18 новых методик, 15 отраслевых стандартов на посадочный материал, получено около 150 авторских свидетельств на изобретения и патентов.
В 1992—1993 годах принимал участие в воссоздании КПРФ.
В 1994 году защитил докторскую диссертацию на тему «Устойчивость садоводства России».
В 1995—1997 года председатель комиссии ЦК КПРФ по аграрным вопросам.
19 февраля 1997 года избран академиком Российской академии сельскохозяйственных наук (РАСХН) по отделению растениеводства. После слияния в 2013 году РАСХН с Российской академией наук (РАН) стал (с 30 сентября 2013 года) академиком последней по отделению сельскохозяйственных наук (секция растениеводства, защиты и биотехнологии растений). Член редколлегии журнала «Садоводство и виноградарство».
С 20 апреля 1997 года по 3 июля 2004 года секретарь ЦК КПРФ. Член Президиума ЦК КПРФ (с 6 марта 2003 года), заместитель Председателя ЦК КПРФ (с 3 июля 2004 года).
7 декабря 2003 года был избран депутатом Государственной Думы ФС РФ четвёртого созыва по списку КПРФ, был членом фракции «КПРФ», заместителем председателя комитета ГД по природным ресурсам и природопользованию. С 2005 года председатель Всероссийского Штаба протестных действий. Заместитель руководителя межфракционного депутатского объединения по аграрно-продовольственной политике. Член Межпарламентской комиссии по сотрудничеству Федерального Собрания Российской Федерации и Парламента Республики Молдова.

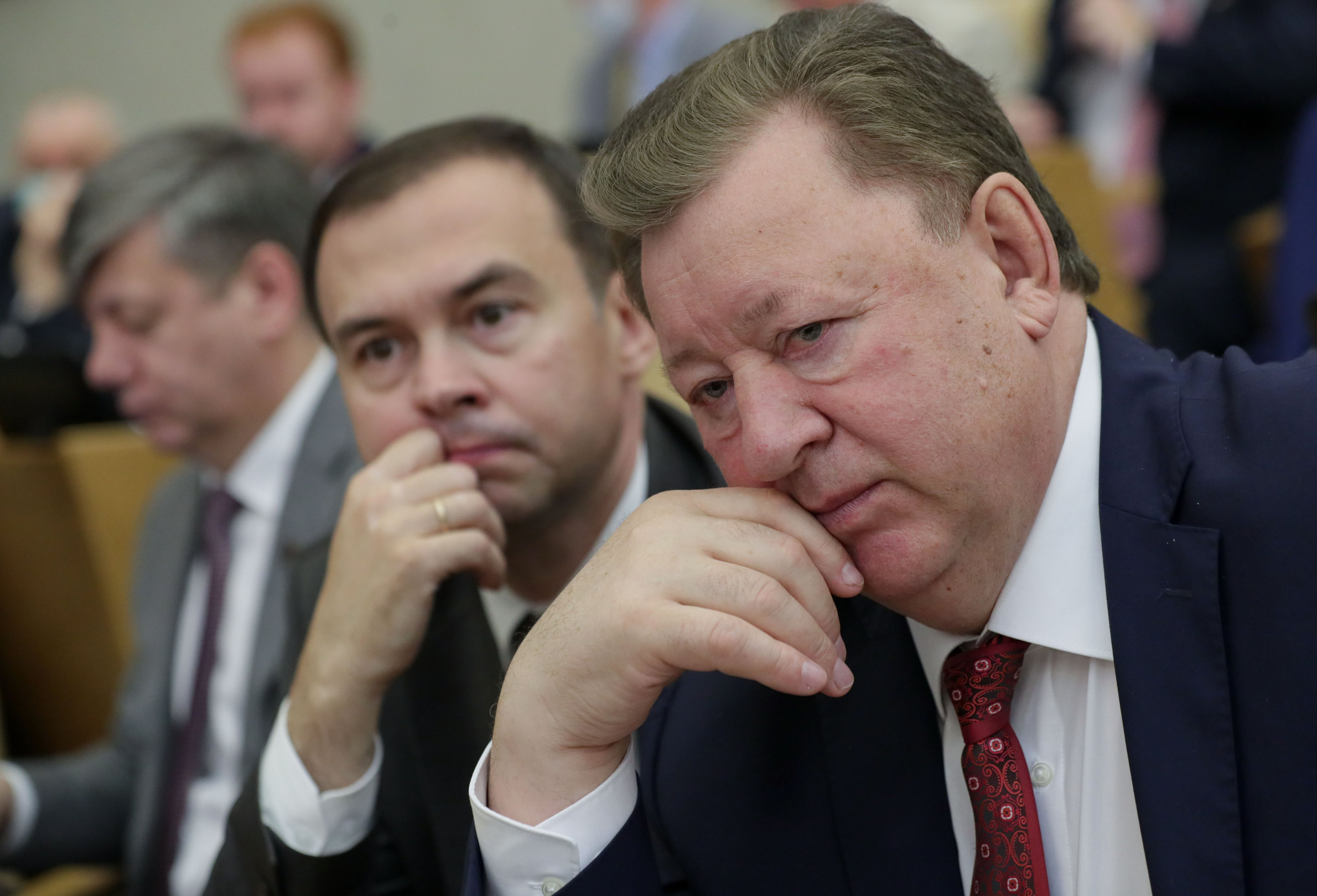
Юрий Афонин и Владимир Кашин на заседании Государственной Думы, 2021 год

В 2005 году подписал «письмо 5000» в Генпрокуратуру РФ.
2 декабря 2007 года был избран депутатом Государственной Думы ФС РФ пятого созыва по списку КПРФ, был членом фракции «КПРФ», заместителем председателя комитета ГД по природным ресурсам, природопользованию и экологии.
4 декабря 2011 года избран депутатом Государственной Думы ФС РФ шестого созыва по списку КПРФ, член фракции «КПРФ», председатель комитета ГД по природным ресурсам, природопользованию и экологии. Председатель комитета по аграрным вопросам Государственной Думы.
В 2016 и 2021 годах также избирался в Госдуму РФ VII и VIII созывов по списку КПРФ. В VIII созыве вновь возглавил комитет Госдумы по аграрным вопросам.
Академик Кашин является автором более 150 научных работ, пишет стихи.
Его именем названа средняя общеобразовательная школа в г.о. Луховицы «Краснопоймовская средняя общеобразовательная школа имени академика РАН, почетного гражданина Московской области, заслуженного деятеля науки РФ Кашина Владимира Ивановича».
Женат, есть сын.

## Санкции
11 марта 2022 года США ввели санкции против 12 депутатов Госдумы, которые были задействованы в признании независимости ЛНР и ДНР, среди которых был Кашин. 15 марта аналогичные санкции ввела Япония.
23 февраля 2022 года, на фоне вторжения России на Украину, включён в санкционный список Евросоюза, так как «поддерживал и проводил действия и политику, которые подрывают территориальную целостность, суверенитет и независимость Украины, которые еще больше дестабилизируют Украину».
Позднее, по аналогичным основаниям, включён в санкционные списки Великобритании, Канады, Швейцарии, Австралии, Японии, Украины и Новой Зеландии.

## Законотворческая деятельность
С 2003 по 2019 год, в течение исполнения полномочий депутата Государственной Думы IV, V, VI и VII созывов, выступил соавтором 127 законодательных инициатив и поправок к проектам федеральных законов.

## Взгляды
Выступая 22 сентября 2015 года в Государственной Думе РФ, В. И. Кашин критически оценивал результаты реформ, проведённых в России за 25 лет: «Итог мы видим — общество расколото на нищих и сверхбогатых, уничтожены промышленность и село, практически недоступными становятся образование и здравоохранение, нищенские заработные платы и пенсии, людей душат налоги и поборы, и „невидимая рука рынка“ выгребает из карманов последние копейки. Более 23 миллионов наших граждан имеют доход ниже прожиточного минимума, и их число продолжается расти. Около 60 % мест в вузах — платные. Примерно 48 % затрат на здравоохранение осуществляется также за счёт населения. Идёт массовое закрытие лечебных учреждений и сокращение врачей».

## Награды и премии
- Орден «За заслуги перед Отечеством» IV степени (17.05.2023)[19]
- Почётный гражданин Московской области (26 ноября 2019)[20]
- Почётный гражданин Серебряно-Прудского района
- Орден Александра Невского (11 октября 2018) — за большой вклад в укрепление российской государственности, развитие парламентаризма и активную законотворческую деятельность[21]
- Медаль Столыпина П. А. I и II степени (1 декабря 2017) — за заслуги в законотворческой деятельности, направленной на решение стратегических задач социально-экономического развития страны[22]
- Почётная грамота Президента Российской Федерации (20 сентября 2016) — за заслуги в законотворческой деятельности и многолетнюю плодотворную работу[23]
- Благодарность Президента Российской Федерации (15.07.2015)
- Орден Почёта (4 июня 2014) — за достигнутые трудовые успехи, значительный вклад в социально-экономическое развитие Российской Федерации, заслуги в гуманитарной сфере, активную законотворческую и общественную деятельность, многолетнюю добросовестную работу[24]
- Заслуженный деятель науки Российской Федерации (11 октября 2009) — за заслуги в научной деятельности[25]
- Государственная премия Российской Федерации 2000 года в области науки и техники за (26 декабря 2000) — за работу «Научные основы вегетативного размножения растений методом зелёного черенкования»[8]
- Заслуженный работник сельского хозяйства Российской Федерации (14 октября 1998) — за заслуги перед государством, многолетний добросовестный труд в области сельского хозяйства и перерабатывающей промышленности, большой вклад в укрепление дружбы и сотрудничества между народами [26]
- Почётная грамота правительства Российской Федерации (16 декабря 2019) — за большой вклад в развитие российского парламентаризма и активную законотворческую деятельность[27]
- Благодарность Правительства Российской Федерации (22 июня 2016) — за заслуги в законотворческой деятельности и многолетний добросовестный труд[28]
- Орден Республики (ДНР) - за организацию и оказание гуманитарной помощи
- Орден Дружбы (ДНР) - за организацию и оказание гуманитарной помощи
- Орден Дружбы (ЛНР) - за организацию и оказание гуманитарной помощи
- Орден Дружбы (Южная Осетия) — за заслуги в укреплении дружественных отношений между народами, большой личный вклад в организацию сбора гуманитарной помощи жителям Республики Южная Осетия во время Грузинской агрессии в августе 2008 года[29]
- Орден Дружбы народов (06.07.1984)[8]
- Медаль «Участнику военной операции в Сирии»
- Медаль «За вклад в химическое разоружение»
- Медаль «За вклад в укрепление обороны Российской Федерации»
- Медаль «Участнику ликвидации пожаров 2010 года»
- Золотая медаль Министерства сельского хозяйства Российской Федерации «За вклад в развитие агропромышленного комплекса России»
- Золотая медаль ВДНХ
- Серебряная медаль ВДНХ СССР (17.09.1984)
- Бронзовая медаль ВДНХ СССР (17.09.1984)
- Медаль «Ветеран труда» (07.03.1991)
- Лауреат Премии Совета Министров СССР
- Орден Московской области Ивана Калиты (27.09.2013)
- Знак «За заслуги перед Московской областью» I степени
- Орден Преподобного Сергия Радонежского III степени
- Памятная медаль «100 лет со дня учреждения Государственной Думы в России»
- Знак отличия «За заслуги перед Московской областью»
- Знак Московской областной Думы «За вклад в развитие законодательства»
- Знак "За личный вклад в развитие района"
- Медаль «В память 850-летия Москвы»
- Юбилейный знак «380 лет Якутия с Россией»
- Медаль «300 лет Российской академии наук»
- Орден "Слава нации"
- Медаль «За трудовую доблесть»
- Почетная грамота Государственной Думы ФС РФ
- Благодарность Председателя Государственной Думы
- Почетный знак Государственной Думы ФС РФ «За заслуги в развитии парламентаризма»
- Юбилейная медаль «МПА СНГ. 25 лет» (13 октября 2017) — за заслуги в деле развития и укрепления парламентаризма, за вклад в развитие и совершенствование правовых основ функционирования Содружества Независимых Государств, укрепление международных связей и межпарламентского сотрудничества[30]
- Патриаршая грамота
- Почетный работник водного хозяйства
- Почетный работник охраны природы
- Почётный разведчик недр

## Публикации
Монографии
- Кашин В. И. . Реформа в АПК. — М.: Колос, 1993. — 94 с. — ISBN 5-10-003087-9.
- Кашин В. И. . Научные основы адаптивного садоводства. — М.: Колос, 1995. — 334 с. — ISBN 5-10-003328-2.
- Потапов В. А., Кашин В. И., Курсаков А. Г. . Методы обработки экспериментальных данных в плодоводстве: Рекомендации. — М.: Колос, 1997. — 144 с. — ISBN 5-10-003409-2.
- Кашин В. И., Косякин А. С., Одинцов В. А. . История садоводства России. — Рязань: Русское слово, 1999. — 447 с. — ISBN 5-900312-79-8.

Статьи
- Кашин В. И., Куликов И. М., Косякин А. С.  Земляника — высокорентабельная ягодная культура // Садоводство и виноградарство. — 1993. — № 4. — С. 2—5.
- Кашин В. И.  Научные основы развития современного садоводства // Плодоводство и ягодоводство России. — 1993. — Т. 1. — С. 3—17.
- Кандыба Д. Н., Кашин В. И., Приходько Ю. Н.  Выявление некоторых флоэмограниченных вирусов малины и земляники методом электрофореза в полиакриламидном геле // Плодоводство и ягодоводство России. — 1998. — Т. 5. — С. 60—63.
- Кашин В. И., Упадышев М. Т., Донецких В. И., Цымбал А. А., Бешнов Г. В.  Магнитно-импульсная обработка черенков садовых культур // Тракторы и сельхозмашины. — 2000. — № 7. — С. 12—13.
- Кашин В. И., Косякин А. С., Волков Ф. А., Провоторов Я. П.  Стабильность плодоношения яблони в Центральной России // Плодоводство и ягодоводство России. — 2000. — Т. 7. — С. 13—20.
- Кашин В. И.  Питомниководство как главное звено в научно-практическом обеспечении садоводства России // Плодоводство и ягодоводство России. — 2002. — Т. 9. — С. 3—28.
- Кашин В. И., Поликарпова Ф. Я., Борисова А. А., Немцев С. В., Варламов В. П.  Лактат хитозана при размножении садовых растений зелёными черенками // Плодоводство и ягодоводство России. — 2002. — Т. 9. — С. 212—218.
- Кашин В. И.  Проблема научного обеспечения садоводства России // Плодоводство и ягодоводство России. — 2003. — Т. 10. — С. 3—37.
- Кашин В. И.  Природные ресурсы как часть национальных богатств России // Использование и охрана природных ресурсов в России. — 2009. — № 5. — С. 3—7.
- Кашин В. И.  Актуальные проблемы использования природных ресурсов и охраны окружающей среды в Российской Федерации // Недропользование XXI век. — 2013. — № 3 (40). — С. 4—13.
- Кашин В. И.  Земля и вода — главные источники жизни // Плодоводство и ягодоводство России. — 2014. — Т. 21, № 2. — С. 139—150.
- Кашин В. И.  Проблемы законодательного обеспечения недропользования // Использование и охрана природных ресурсов в России. — 2015. — № 5 (143). — С. 12—14.